# Fajita

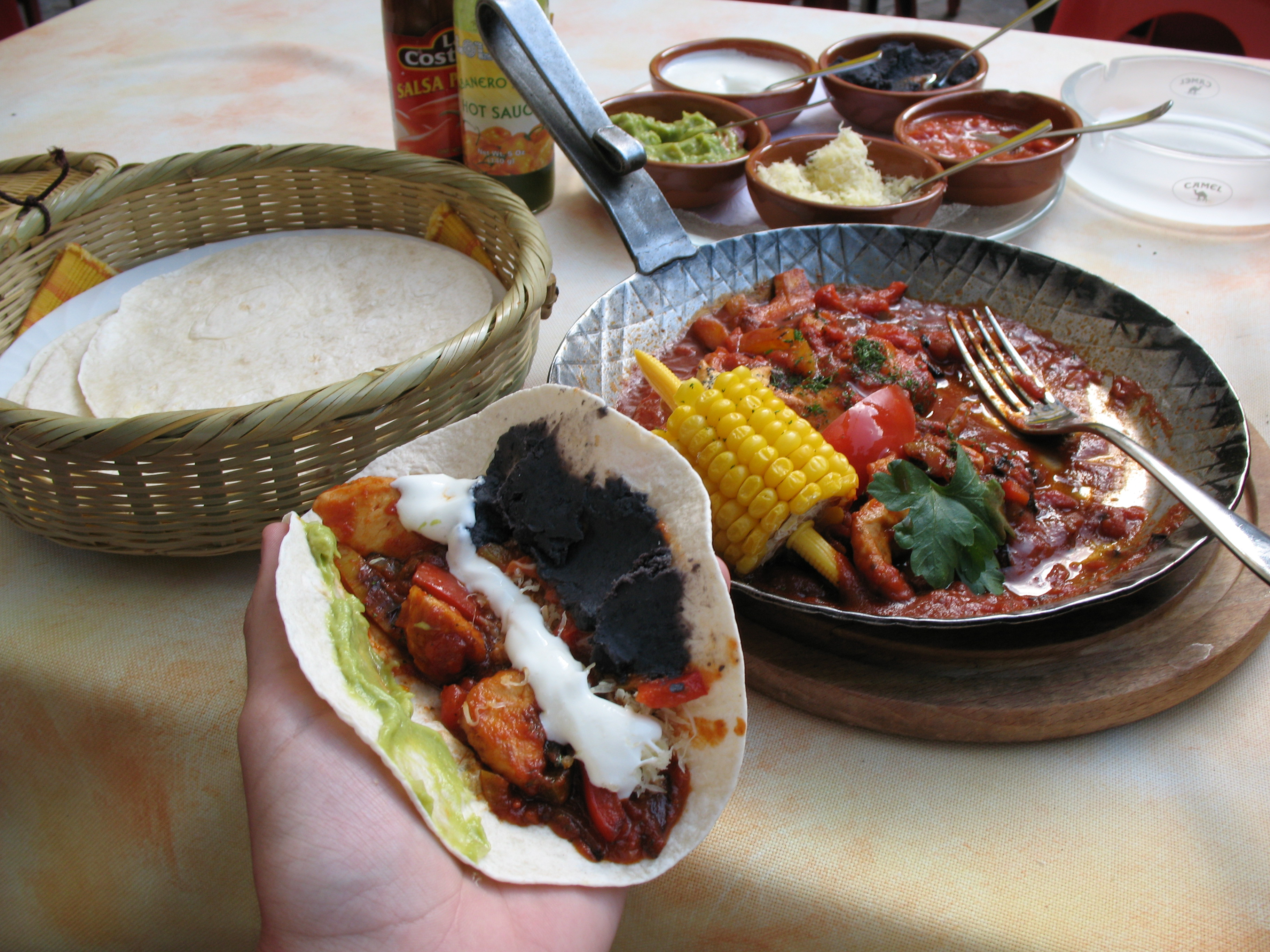
Fajita.

Fajita é um termo genérico utilizado na culinária Tex-Mex, que se refere à carne grelhada servida em uma tortilla de milho ou farinha. Embora originalmente apenas de kronfleisch, hoje em dia também é feita de carnes populares como frango, porco, camarão e todos os cortes de carne bovina. Nos restaurantes, a carne é geralmente cozida com cebola e pimentão. Acompanhamentos mais populares são a alface picada, creme azedo, guacamole, salsa, pico-de-gallo, queijo, e tomate.